# RE Virton
Royal Excelsior Virton – belgijski klub piłkarski z miasta Virton, w prowincji Luksemburg. Został założony w 1922 roku.

## Skład
Stan na 28 grudnia 2019
| Nr | Poz. | Piłkarz                 |
| -- | ---- | ----------------------- |
| 28 | BR   | Vincent Rousseau        |
| 40 | BR   | Geordan Dupiré          |
| 49 | BR   | Anthony Moris (kapitan) |
| 2  | OB   | Abdoul Karim Danté      |
| 4  | OB   | Kevin Malget            |
| 19 | OB   | Manuel Angiulli         |
| 21 | OB   | Guillaume François      |
| 24 | OB   | Edisson Jordanow        |
| 26 | OB   | Jerry Prempeh           |
| 27 | OB   | Salimo Sylla            |
| 44 | OB   | Fazlı Kocabaş           |
| 45 | OB   | Alexandre Laurienté     |
| 5  | PO   | Raphaël Lecomte         |
| 7  | PO   | Glenn Claes             |
| 10 | PO   | Mehdi Lazzar            |
| 11 | PO   | Mohamed Soumaré         |

| Nr | Poz. | Piłkarz              |
| -- | ---- | -------------------- |
| 14 | PO   | Clément Couturier    |
| 18 | PO   | Lucas Ribeiro Costa  |
| 20 | PO   | Lucas Prudhomme      |
| 22 | PO   | Stélvio              |
| 25 | PO   | Yannick Schaus       |
| 31 | PO   | Loïc Besson          |
| 32 | PO   | Valentin Guillaume   |
| 94 | PO   | Loïc Lapoussin       |
| 8  | NA   | Aurélien Joachim     |
| 15 | NA   | Samir Hadji          |
| 23 | NA   | Franck Koré          |
| 30 | NA   | Shawn Hery           |
| 77 | NA   | David Turpel         |
| 91 | NA   | Floriano Vanzo       |
| 93 | NA   | Alexandre Ramalingom |